# Stelgidopteryx
Stelgidopteryx este un gen de păsări din familia de rândunele Hirundinidae, care conține două specii.
Adulții ambelor specii sunt maronii deasupra, cu părțile inferioare mai deschise și o coadă ușor bifurcată. Ei cuibăresc în cavități, dar nu își sapă găurile și nu formează colonii.
Aceste păsări se hrănesc în zbor deasupra apei sau câmpurilor, de obicei zburând jos. Se hrănesc cu insecte.
| Imagine | Denumire științifică       | Denumire comună              | Subspecii                             | Distribuție                                      |
| ------- | -------------------------- | ---------------------------- | ------------------------------------- | ------------------------------------------------ |
|         | Stelgidopteryx serripennis | Rândunică nordică cu creastă | * Stelgidopteryx serripennis ridgwayi | America de Nord                                  |
|         | Stelgidopteryx ruficollis  | Rândunică sudică cu creastă  |                                       | parțial migratoare în America Centrală și de Sud |